# 史部 (日本)
史部，是古代日本負責文書記錄和文字工作的部(履中天皇時成立)。
在古墳時代有70個左右以負責漢字文書為主要工作的氏族，全部也是來自中國和朝鮮的歸化人，分別由東漢氏和西文氏管轄。
在大化革新後他們的子弟有權優先進入大學寮學習。